# Curt Olsberg
Curt Olsberg (* 23. srpna 1945) je bývalý švédský fotbalista, záložník. 

## Fotbalová kariéra
Ve švédské lize hrál za Malmö FF a Djurgårdens IF Fotboll, nastoupil ve 251 ligových utkáních a dal 52 gólů. S Malmö FF získal čtyři mistrovské tituly a dvakrát švédský fotbalový pohár. V Poháru mistrů evropských zemí nastoupil v 6 utkáních a dal 1 gól, v Poháru vítězů pohárů nastoupil ve 4 utkáních a dal 1 gól, v Poháru UEFA nastoupil v 6 utkáních a ve Veletržním poháru nastoupil ve 3 utkáních. Za reprezentaci Švédska nastoupil v letech 1971-1975 ve 3 utkáních.

## Ligová bilance
| Ročník                 | Zápasy | Góly | Klub                   |
| ---------------------- | ------ | ---- | ---------------------- |
| 1. švédská liga 1967   | 1      | 1    | Malmö FF               |
| 1. švédská liga 1968   | 21     | 7    | Malmö FF               |
| 1. švédská liga 1969   | 18     | 3    | Malmö FF               |
| 1. švédská liga 1970   | 18     | 3    | Malmö FF               |
| 1. švédská liga 1971   | 22     | 7    | Malmö FF               |
| 1. švédská liga 1972   | 20     | 5    | Malmö FF               |
| 1. švédská liga 1973   | 26     | 9    | Malmö FF               |
| 1. švédská liga 1974   | 26     | 3    | Djurgårdens IF Fotboll |
| 1. švédská liga 1975   | 22     | 4    | Djurgårdens IF Fotboll |
| 1. švédská liga 1976   | 19     | 3    | Djurgårdens IF Fotboll |
| 1. švédská liga 1977   | 26     | 4    | Djurgårdens IF Fotboll |
| 1. švédská liga 1978   | 25     | 3    | Djurgårdens IF Fotboll |
| 1. švédská liga 1979   | 7      | 0    | Djurgårdens IF Fotboll |
| CELKEM 1. švédská liga | 251    | 52   |                        |